# Alina Halska
Alina Halska (ur. 15 stycznia 1902 w Warszawie, zm. w sierpniu 1942) – polska aktorka żydowskiego pochodzenia.

## Życiorys
Ukończyła gimnazjum Leonii Rudzkiej, następnie studiowała w Wyższej Szkole Handlowej w Warszawie. Zawodu aktorskiego uczyła się u Wojciecha Brydzińskiego. Zadebiutowała prawdopodobnie w sezonie 1921/1922 w Teatrze Nowości w Warszawie (podobno już wcześniej grała na scenie operowej). Występowała głównie w warszawskich teatrach, m.in.: im. Wojciecha Bogusławskiego, Narodowym, Artystów, Polskim, Małym. W sezonach 1923/1924 i 1924/1925 występowała w Teatrze Miejskim w Łodzi, w sezonie 1926/27 w Teatrze Wielkim we Lwowie, od 6 do 15 października 1934 gościnnie na scenie Teatru im. Juliusza Słowackiego w Krakowie. Związana była z Wincentym Drabikiem.
Została uwięziona przez Gestapo na Pawiaku i tam prawdopodobnie rozstrzelana.

## Filmografia
- 1934: Młody las jako Zofia Strońska
- 1936: Trędowata jako Rudecka, matka Stefci
- 1936: Pan Twardowski jako kobieta oczekująca na posłuchanie u Twardowskiego
- 1938: Moi rodzice rozwodzą się jako nauczycielka w gimnazjum
- 1938: Granica jako zakonnica, siostra w szpitalu
- 1939: Złota maska jako gość na spotkaniu u Runickich